# Nienstädt
Nienstädt is een gemeente in de Duitse deelstaat Nedersaksen. De gemeente maakt deel uit van de Samtgemeinde Nienstädt in het Landkreis Schaumburg.
Nienstädt telt 4.497 inwoners.

## Samenstelling van de gemeente; economie
De gemeente bestaat uit vijf Ortsteile:
- Sülbeck en Nienstädt, aan de van west-zuidwest naar oost-noordoost lopende Bundesstraße 65
- Liekwegen, een langgerekt dorp aan de noordflank van de beboste heuvelrug Bückeberg, iets ten zuiden van Nienstädt
- Wackerfeld is een gehucht ten zuiden van Meinefeld.
- Meinefeld is een dorpje te midden van boerenland ten noorden van Nienstädt. Dichtbij dit dorp bevindt zich de steengroeve Georgsschacht, die op het grondgebied van Enze, gemeente Stadthagen ligt.

Aan de noordoostkant van Nienstädt en aan de B65 ligt een uitgestrekt bedrijventerrein. Hier is midden- en kleinbedrijf van vrijwel uitsluitend lokale en regionale betekenis gevestigd.

## Geschiedenis

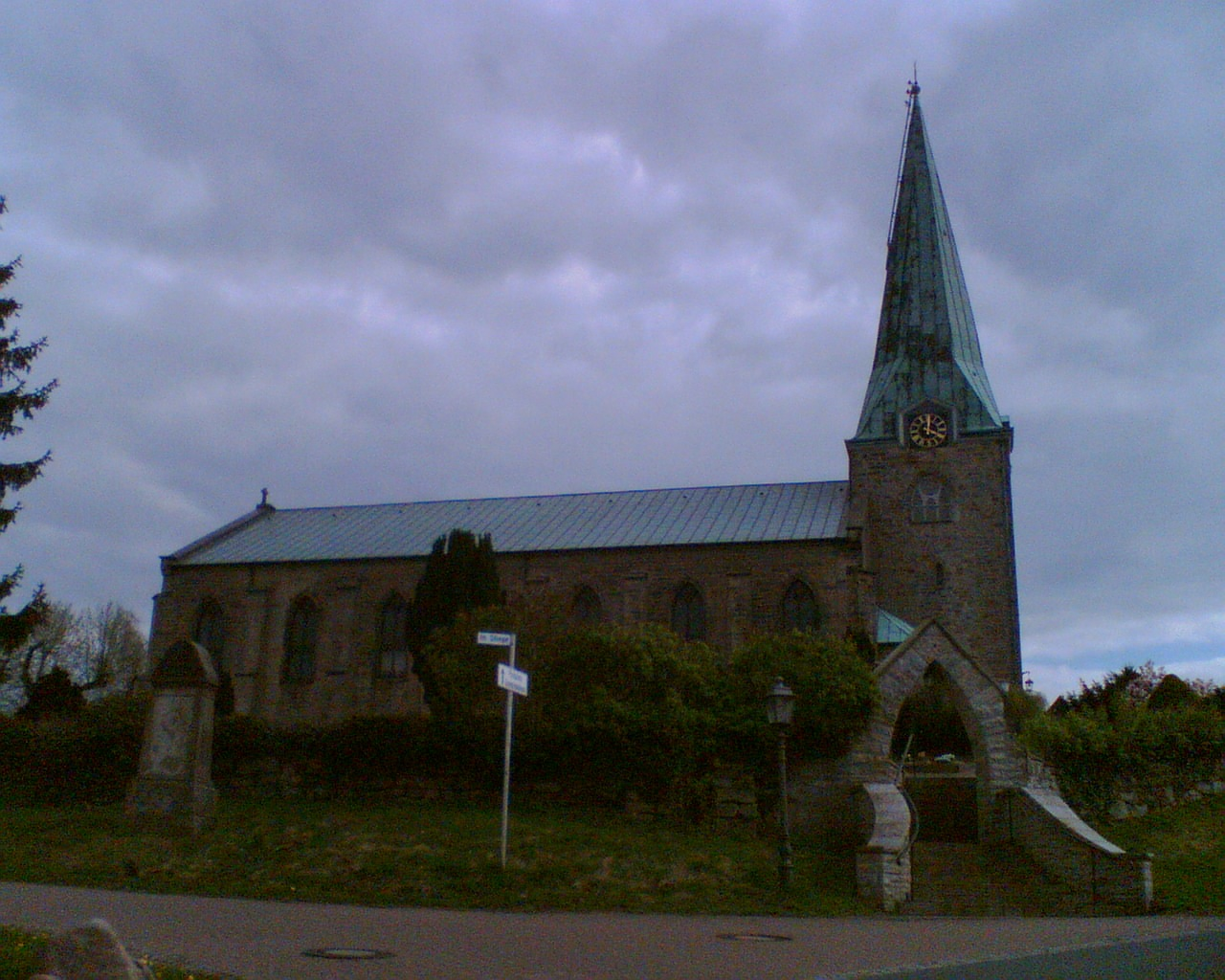
Kerk te Sülbeck (de toren werd gebouwd in de tweede helft van de 13e eeuw; de kerk dateert van 1860)

In een tussen 1153 en 1170 opgesteld document bevestigde de bisschop van Minden, dat een lokale edelman te Nienstide en Sullethe (het toen al circa 100 jaar bestaande Sülbeck), Wackeruelde (Wackerfeld) en Eillenuelde (Meinefeld)  onroerend goed aan de Kerk had geschonken. Sedert 1540 is er te Sülbeck en sedert 1554 te Nienstädt sprake van winning van steenkool; de mijn te Sülbeck was met zekerheid in de 18e eeuw nog in exploitatie. In 1871 werd te Nienstädt een kleine glasfabriek opgericht.
Voor meer informatie wordt verwezen naar het boekje, dat in 1967 ter gelegenheid van het 800-jarige jubileum van Nienstädt werd geschreven. Via onderstaande link naar de gemeente kan men dit boekje downloaden.